# دلوكة
دلوكة هي ملكة من ملوك القبط الأولين. وجاء في دائرة المعارف لبطرس البستاني أنها أول امرأة ملكت بعد هلاك فرعون وجنوده في البحر ملكت 20 عاما وقامت بأعمال عظيمة أشهرها الجدار المعروف بحائط العجوز، قيل وكان عمرها لما ملكت 160 عام فيكون عمرها عندما توفيت 180 عام.

## سبب بناء الحائط
كان سبب بناء حائط العجوز هو أنه لما خلت مصر من الأشراف بعد غرق فرعون وجنوده في البحر الأحمر اجتمعت النساء و ملكن عليهن دلوكة فخافت أن يتناولها الملوك فجمعت نساء الأشراف وقالت لهن «إن بلادنا لم يكن يطمع فيها أحد ولا يمد عينه إليها وقد هلك أكابرنا وأشرافنا وذهب السحرة الذين كنا نقوى بهم وقد رأيت أن أبني حصنا أحدق به جميع بلادنا فأضع عليه المحارس من كل ناحية فإن لا نأمن من أن تطمع فينا الناس». فتم بناؤه وأحيطت به جميع أرض مصر.